# Берёзки (Кошкинский район)
Берёзки — село в Кошкинском районе Самарской области в составе сельского поселения Орловка.

## География
Находится на расстоянии примерно 14 километров по прямой на запад-юго-запад от районного центра села Кошки.

## История
Основана татарами в 1941 году после выселения немцев (бывшая колония Штрасбург).  

## Население
Постоянное население составляло 182 человека (татары 61%) в 2002 году, 178 в 2010 году.